# 패션 헬스

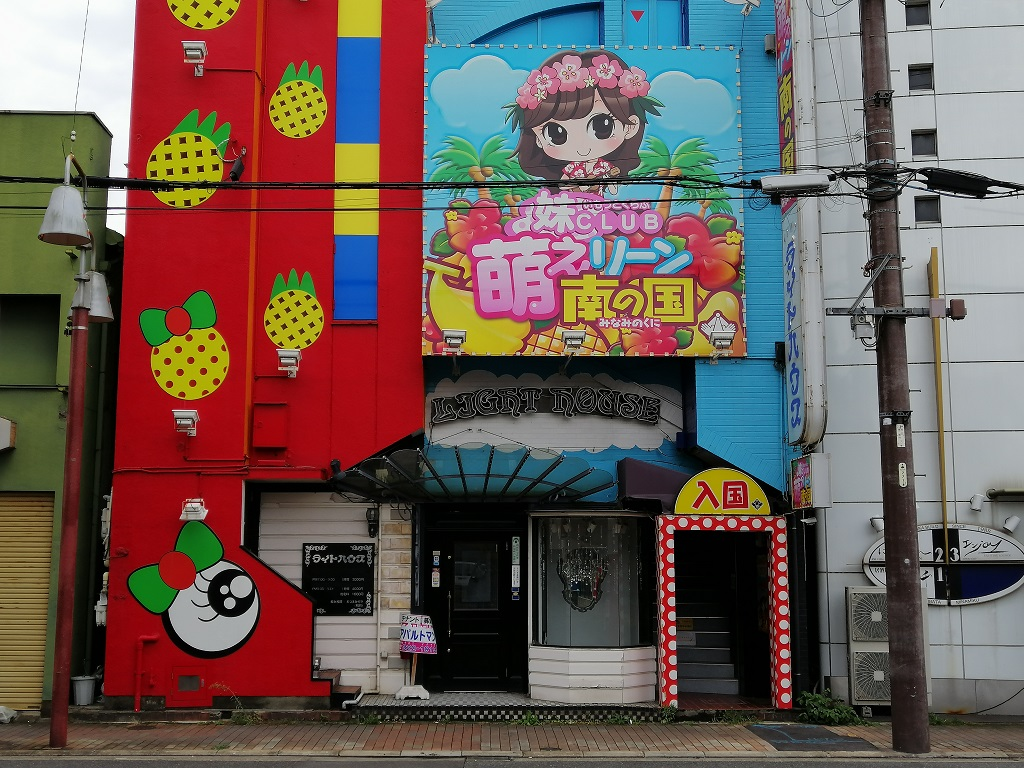

패션 헬스(ファッションヘルス)는 보통 여성 종업원이 성적인 서비스를 제공하는 일본의 이른바 풍속점 중 하나다.
패션 헬스 클럽은 일반적으로 일본의 대부분의 대도시에서 볼 수 있으며 밝은 깜박이는 조명과 일반적으로 밝고 화려한 장식으로 장식된 물리적 건물에서 운영된다. 그들은 일반적으로 입구 근처에 "안마사" 직원의 사진을 게시하지만 얼굴과 눈은 픽셀화 또는 검은색 스트립으로 검열될 수 있다. 일부 클럽 입구에는 제공되는 서비스가 캐리커처로 묘사되어 있다. "패션 마사지"라고도 한다. 특히 1980년대에 그 이름으로 유명했다.